# Aeneator valedictus
Aeneator valedictus is een soort in de klasse van de Gastropoda (Slakken).
Het dier komt uit het geslacht Aeneator en behoort tot de familie Buccinidae. Aeneator valedictus werd in 1886 beschreven door Watson.